# フーゼスターン州
フーゼスターン州（フーゼスターンしゅう、ペルシア語: استان خوزستان, ラテン文字転写: Ostān-e Khūzestān）はイランの州（オスターン）。イラン南西部にあってイラク国境に接し、ペルシア湾に面する。平地で地続きのため、歴史的にイラク系の住民が多い。州都はアフヴァーズ。面積は63,238km2。

## フーゼスターンの語源
フーゼスターンは首都をスーサにおいた古代エラムの地として歴史に登場する。エラム人自身はこの地をハタミ、又はハルタミ (Hatami, Haltami) と呼んでいた。エラムの呼称はシュメールによるシュメール語での他称である。
アーリア人が流入後、最初に定住してエラム人と混淆した場所であるため、イラン人には「イラン揺籃の地」として言及されることがある。エラムは、古代ペルシア語で「フーズィヤー」であるが、これが現在のフーゼスターンの語源である。フーゼスターンとはもともとの住民である「フーズィー」の人びとの「フーズィーの地」を意味する。フーゼスターンはイランでもっとも歴史の深い地域である。以降、メディア、アルサケス朝などの基盤となった。サーサーン朝のジュンディーシャープールが所在したのもフーゼスターンである。
以前に「アラベスターン」と呼ばれたこともあったが、これは特に1440年のアラブのムシャーシャイーヤの長、ムハンマド・イブン・ファラーフの攻撃の開始と、それ以降のアラブ人口の増加に伴うものである。1923年、レザー・パフラヴィーは本来のフーゼスターン州の名に改めた。

## 地理と気候
1996年の調査では人口は約370万人、62.5%が都市住民で、36.5%が農村住民、残り1%が遊牧民である。
フーザスターン州は基本的に平野部と山岳地帯に二分される。平野部は南西方面に広がり、カールーン川、キャルヘ川、ジャラーヒー川によって灌漑されている。山岳地帯は北西方面で、ザーグロス山脈の南嶺をなす。
常流する大河が州内を貫流する自然環境は、その豊かさにおいてイラン国内で追随を許さない。イラン最長850kmを流れるカールーン川はフーゼスターンを通り、シャットゥルアラブ川（イラン名：アルヴァンド川）を経てペルシア湾に注ぐ。
気候はおおむね温暖湿潤、特に南部で著しい。冬は乾燥しており快適である。
フーゼスターン州には７つの島がある。ミーヌ島とアーバーダーン島のみに人が居住しており、アーバーダーン島は、バフマンシール川とアルヴァンド川とペルシア湾に囲まれている。1953年の。1953年の日章丸事件の舞台となったミーヌ島はアルヴァンド川の二つの支流の間に存在し、標高は１０メートルほど。

## 隣接州
- バスラ県
- マイサーン県
- イーラーム州
- ロレスターン州
- チャハール＝マハール・バフティヤーリー州
- コフギールーイェ・ブーイェル＝アフマド州
- ブーシェフル州

## 行政区分
州都のほか、管下にベフバハーン、アーバーダーン、アンディーメシュク、ホッラムシャフル、バンダレ・エマーム、デズフール、シューシュタル、オミーディーイェ、イーゼ、バーゲ・マレク、マーフ・シャフル、ダシュテ・アーザーデガーン、ラームホルモズ、シャーデガーン、スーサ、マスジェデ・ソレイマーン、ミーヌー島、ホヴェイゼ島の各市（シャフル）を擁する。

## 住民

### 民族
フーゼスターン州は、イランの他地域と異なり、非常に多くの少数民族が住む。主要都市にはペルシア人が住む。イラニアン・アラブ、ロル、バフティヤーリー族 (Bakhtiari)、ミズラヒム、ラク人は北部に住む。トルコ系のカシュガーイーやアフシャールは、ベフバハーン、デズフール、シューシュタル、ペルシア湾岸地域に住む。イラン政府による民族別公式統計はない。

### 言語
西部フーゼスターンのペルシア人も各地域特有の方言を話し、多くのフーゼスターンの住民はペルシア語とアラビア語のバイリンガルである。母語に加え、各方言を解する人びとも決して珍しくはない。

### 宗教
宗教ではシーア派が優位に立つが、少数のスンナ派、ユダヤ教徒、キリスト教徒、マンダ教徒がいる。フーゼスターンの人びとは、そのホスピタリティと気前のよさでも有名である。

### フーゼスターン出身の有名人
フーゼスターン出身者には多くの科学者、哲学者、詩人がいる。アブー・ヌワース、アブドッラー・イブン・マイムーン・アフワーズィーや、天文学者ナウバフテ・アフワーズィー父子や、ブフトシューア・ゴンディーシャープリーの子ジョルジース、イブン・サーキート、ダアバレ・ハザーイーらである。

## 歴史

### 前イスラーム期
フーゼスターン州はスーサ周辺に拠点をおく古代文明中心地の一つである。ジャック・ドゥ・モーガンなどのフランスの考古学者は、「ターレ・アリー・コシュ」周辺の遺跡を紀元前8000年ころに遡るとしている。この地域に拠点をおく最初の巨大勢力はエラムであり、非アーリア系王朝であった。
考古学的調査により、フーゼスターン州全域が「最初期のペルシア文明」であるエラム文明の故地であることがわかる。先述のようにフーゼスターンとはエラムに由来する語であり（「Ūvja」）、エラムは北方のメソポタミアとは無関係の人びとであった。
エルトン・ダニエルに従えば、エラムは「地理的な意味において、最初のイランの帝国の創業であった」。したがって、地政学的重要性に鑑みても、フーゼスターン州はイラン最初の帝国の座であったといえるのである。
アッカド帝国とウル第3王朝やイシン第2王朝のネブカドネザル1世などメソポタミアから何度も侵略を受けたエラムは、紀元前640年にはアッシリア帝国のアシュールバニーパルに敗れ、スーサやチョガ・ザンビールを破壊された。しかし紀元前538年、キュロス2世はエラムの地を取り戻し、スーサはハカーマニシュ朝（アカイメネス朝）の首都の一つとされた。紀元前521年、ダーラヤワウ大王（ダレイオス1世）は「ハディーシュ」という宮殿をこの地に建てた。ハカーマニシュ朝の驚くべき繁栄と栄光の時代はアレクサンドロス3世（大王）の征服によっておわり、セレウコス朝がこの地域を支配した。
セレウコス朝が衰退するとアルサケス朝のメフルダード1世（ミトリダテス1世、紀元前171年 - 紀元前137年）が支配した。サーサーン朝の治世下で、この地域はすばらしく発達、繁栄し、アフヴァーズ、シューシュタル、アンディーメシュク北部などで多くの建築が行われている。
数世紀にわたりネストリウス派がアラム語を用いてこの地域に教線を広げている。500年ころには「ベス・フザイェ」と呼ばれている。639年にはセレウキア、クテシフォンなどともに首都圏マダーインを形成するマホーゼにネストリス派主教ガダラのイショヤフブ2世の主教座がおかれている。

### アラブの侵略
フーゼスターンへのアラブの侵略は639年に始まった。バスラ総督アブー・ムーサー・アル＝アシュアリーの命によって派遣された軍は「ホルモザン」をアフヴァーズから追い落とし、スーサは2日間で陥落、ホルモザンはシューシュタルに退いた。ここで18か月にわたる攻城戦に耐えるが、642年に落城。「フーゼスターン年代記」によればカタル出身の者が攻城軍に内通し、戦利品三分の一と引き替えに穴を掘ったという。バスラ軍はネストリウス派の聖職者とその弟子たちを追放したが、ホルモザンはそのまま残した。
これに続きジュンディーシャープールの征服およびティグリス河岸地域の占領が行われ、ニハーヴァンドの戦いにおいてフーゼスターンは最終的にイスラーム勢力下に入ることになった。
アラブ侵攻軍のイラン南部への定住に続き、植民がはじまった。私有地を与えられてのアラブの移住などがそれである。イラン他地域と同様にアラブの侵略によってフーゼスターンはウマイヤ朝、アッバース朝の占領下におかれた。ヤアクーブ・イブン・ライース・アッ＝サッファールが東方から独立の旗をひるがえし、フーゼスターンを奪回するまでこの占領は続く。サッファール朝は短命に終わったが、イラン諸王朝はこの地域をイランの重要な一部として統治し続けたのである。
16世紀後半、クウェートからバヌー・カアブ族が入ってきた。以降、イラク南部からのアラブ部族の移動があり、結果としてフーゼスターンのアラブ化が進行した。
Encyclopedia Iranicaでボスワースの記事によれば「サファヴィー朝、ガージャール朝の時代にはアラベスターンと呼ばれ、ガージャール朝では軍政下におかれた」。
1800年代中葉、イギリスはフーゼスターンを征服しようとして戦争を仕掛けたが、これは失敗した。この失態にもかかわらず、英国は外部のアラブ部族によるイラン侵略を支援し、フーゼスターンへのイランの影響を排除しようとの試みを続けた。これらの部族のうち、クウェートに起源をもつシェイフ・ハズアルの率いる最後の部族は、1925年にレザー・シャーによって打ち破られた。以降80年間、イラン・イラク戦争の時期を除いて、フーゼスターン州は発展・繁栄してイランの一地方として、経済的・戦略的重要性を保ち続けた。
フーゼスターンは古代において学問的・文化的中心地としての卓越した存在であった。ジュンディーシャープールへはエジプト、ギリシア、インド、ローマから医学者が集まった。これはシャープール1世（241年 - 271年）の命によって設置され、シャープール2世の再建を経て、アヌーシールヴァーンの時代にさらに拡張された。

### イラン・イラク戦争
イラクとの国境にあって、フーゼスターンはイラン・イラク戦争ではイラン最大の損害を被った。
アーバーダーンのイラン最大の精油所は破壊され、いまだ復興に至っていない。有名な多くの「ナフレスターン」（ヤシ農場）は壊滅、都市は破壊され、史跡は粉砕された。1980年、フーゼスターン州の半分はイラク軍によって占領された。これによって輸送能力をはるかに超えた非常に多数の難民がイランの他州に流れ込んだ。
しかしながら1982年、イラン軍はサッダーム・フセインの軍隊をイラク領内に押し戻した。「ホッラマーバード解放作戦」（ホッラマーバードはフーゼスターンの大きな都市の一つで、戦争の帰趨を占う重要港であった）は戦争のターニングポイントとなり、イラン人はこの戦争を「聖なる防衛 Defa'-e moqaddas」と位置付け、今日でもイランでは毎年公式に祝われている。

### フーゼスターンをめぐる争い
フーゼスターンを動揺させる分離主義運動を最初に起こしたのは、シェイフ・ハズアルである。彼は初め英植民地主義者によって後援され、1897年には権力を握った。しかし最終的には1925年にレザー・シャーに逮捕され、この地域はイランの支配下に帰った。
フーゼスターンの支配はイラン・イラク戦争におけるサッダームの戦略的な第一目的であり、同地を「アラビースターン」と呼び、アラブ領土の失地回復という大義名分を掲げて、イラク領への併合を目論んだ。これにより多数のイラン人が避難を余儀なくされた。
イラン・イスラーム共和国政府は公式な民族統計調査を行っておらず、各民族人口の決定は困難である。1990年代初頭より、ペルシア人のフーゼスターン住民が、主要都市の再建・復興にともない帰還をはじめ、この趨勢は現在も続いている。復興はイスラーム共和国体制による軽視のために遅々としたものであった。ホッラムシャフルの街はサッダームの焦土作戦によってほとんど完全に壊滅した。幸いにもイラン軍はイラク軍が他の主要都市部への焦土作戦の実施を阻止することができた。
1980年のロンドンイラン大使館占拠事件はサッダームの後援するアラブ分離主義者によってはじめられたテロリストによる事件であった。当初、フーゼスターンにおける自治を要求したものであったが、のちには獄中の91人の同志の釈放を要求するようになった。アラブ分離主義者はサッダームのペルシア人およびイラン内のアラブ人の戦闘員・非戦闘員への攻撃を支持した。これはイラン人に対する民族浄化であり、大多数のフーゼスターンのアラブ人住民は、イランに忠誠を誓い、他のイラン人たちと肩を並べて闘ったのである。戦争末期、イラク軍の撤退にともない、分離主義者らもイラク領内へと逃亡した。サッダームはその後も長くフーゼスターンに対する侵略の企図を抱き続けた。戦後もフーゼスターン州では、サッダームに支援された分離主義者によるテロが起きている。
現在、フーゼスターン州からはマジュレス（イラン国会）に18人、専門家会議に6人の代表が送られている。

## 経済

### 石油産業
フーゼスターンは中東最初の油田とされるナフトゥーン油田をはじめとしてイランの主要産油地帯の一つであり、イランでも豊かな州の一つである。イランで最初の精油所はアーバーダーンに設置され、1913年以降イランは主要な石油輸出国となる。しかし石油の富が一般市民に利益を与えていない、との批判もある。イラン政府はGDPに占めるフーゼスターン州の割合を全国第3位としている。
2019年、ザンガネ石油相は、2016年から州内で探査していた新油田の推定埋蔵量が530億バレルに達し、国内第2位の規模であることを明らかにした。

### 水運と河川
カールーン川はイラン唯一の可航河川である。カールーン川はシューシュタル近辺まで、かなりの大型船が航行できる。イギリスはサー・ヘンリー・レイヤードの発見以降、最近数十年間に至るまで輸送をカールーン川水運によって行った。アフヴァーズを経由して、ナフトゥーン油田最初の油井のあるマスジェデ・ソレイマーンに至るものであった。
キャルヘ・ジャッラヒー、アルヴァンド、ハンディヤーン、シャーヴール、バフマンシール（バフマン・アルデシール）、マールーン・アラーア、デズなどの河川、「フールス」、潟湖、池、湿原はこの地域の水資源の豊富さを示しており、農産物の豊かさの源である。

### 農業
豊富な水と肥沃な土地により、この地は豊かな農地となっている。小麦、大麦、搾油種子、米、ユーカリ、薬草など、さまざまな農産品があり、多くのヤシ農園と柑橘農園は特徴的である。さらに、ナツメヤシ果樹園や柑橘系の果樹園も多い。山地はオリーブ、そしてもちろんサトウキビに適し、肥沃な平野はすべての可能性を示している。

### 産業
カールーン川第三ダム、第四ダム、キャルヘ・ダムは石油とともに国家エネルギー資源、輸出資源となっている。石油化学、鉄鋼鋼管、発電所、化学プラント、精油所などのイランの主要産業がある。主要油田のひとつ、ヤーダーヴァーラーン油田もある。

## 文化
フーゼスターン民謡は色彩に富み、祝祭的なもので、それぞれの集団が豊かな慣習、伝統をもつ。
フーゼスターン料理はもっとも主要な海産物をはじめ、さまざまで、有名なものとしては、イラン南部の水域に住む魚を、たっぷりのスパイス、タマネギ、コリアンダーとともに料理した「ソブール」（ニシンダマシ）と呼ばれる料理がある。ほかに「ガリーイェ・マーヒー」（魚のシチュー）、「ガリーイェ・メイグー」（エビのシチュー）、「アーシェ・モフシャーラー」（ホッラムシャフルの朝のスープ）、「サル・シール」（アンディーメシュクの乳脂肪分の多いヘビークリーム）、「ハリーム」（シューシュタルの羊の細切り肉と小麦の朝食）などがある。イラン料理も参照。

## 高等教育機関
- ホッラムシャフル自然科学工科大学
- アフヴァーズ・ジュンディーシャープール医科大学
- 石油工科大学
- シャヒード・チャムラーン大学アフヴァーズ
- シャヒード・チャムラーン大学デズフール
- イスラーム自由大学アーバーダーン
- イスラーム自由大学オミーディーエ
- イスラーム自由大学アフヴァーズ
- イスラーム自由大学ベフバハーン
- イスラーム自由大学イーゼ

## 景勝・旧跡
イラン文化遺産協会にはフーゼスターン州から140ヵ所が登録されている。イラン最古の帝国故地であることの反映である。
- チョガ・ザンビール：エラムの故地。このジッグラトは今日中東に残る遺跡でも有名なものの一つで、五伝説に残る神殿。巨大な数千のレンガによる迷宮的な壁とモノリスにはエラムの碑銘があり、古代の実態を伝えている。神殿は聖地であり、スーサの都市神イーンシューシーナクを顕彰するものである。
- 「シューシュ・ダニエル」：ユダヤの預言者ダニエルの廟所とされる。ダニエルはキュロス大王に尊ばれ、ダーラヤワウ大王の命によりエルサレムに向かう途上、スーサで亡くなったといわれる。ウマイヤ朝の圧制に反抗して立ち上がったヤアクーブ・イブン・ライース・アッ＝サッファールの墓もこの近辺。
- デズフール（「デズフ・ポル」）：デズ川の橋（ポル）を意味する。12の迫持をもちシャープール1世の命により築造された。同じ橋をイスタフリーなどの史家は「アンダメシュ橋」ともいい、ここから街を「アンディーメシュク」としている。ムカッダスィーは「橋の街」と呼んでいる。
- シューシュタル：イランでも古い城塞都市の一つ。方言で「40長老の街」の意。シューシュタルの金曜モスクはアッバース朝のもの。ローマ風のアーチを持ち54の列柱がある。
- イーゼ（「イザジュ」）：イスラーム勢力のペルシア征服における主要目標の一つ。「ハレザード橋」という非常に代わった橋があり、鋳造鉛の104mの高さの橋脚を持ち、アルデシール・バーバカンの母の名をとっている。14世紀に訪れたイブン・バットゥータは修道院、キャラヴァンサラーイ、水道、マドラサ、城塞に言及している。イラン国立博物館蔵の「パルティア人」真鍮像はここから出土。
- マスジェデ・ソレイマーン：古代からの都市。「サル・マスジェド」や「バルド・ネションデ」などのゾロアスター教神殿がある。バフティヤーリーの冬営地で、ウィリアム・ノックス・ダーシーが、イラン最初の油田を採掘した場所でもある。
- アーバーダーン：預言者エリヤの墓があるといわれる。
- 「ヘルメスのイーワーン」および「キャルヘのイーワーン」：スーサの北にある詳細不明の遺跡。